# O Suicida da Boca do Inferno
O Suicida da Boca do Inferno é um filme mudo português de ficção e drama, com intertítulos, realizado por Ernesto de Albuquerque e produzido pela Enigma Film, em 1923. Dividido em oito partes, o filme teve a sua ante-estreia a 9 de Maio de 1923 no CInema Condes, em Lisboa, e a estreia oficial a 11 de junho de 1923, no Chiado-Terrasse e no Salão Foz em Lisboa. Não se conhece o paradeiro de qualquer material fílmico deste título.

## Sinopse
Humberto de Gusmão é um homem habituado ao luxo e aos prazeres, recém-casado com Maria Luísa, uma rica herdeira que satisfaz todos os desejos e loucuras do marido. Contudo, a ostentação de Humberto, atrai a atenção de João, que com as suas artimanhas, o põe à mercê de várias situações que o arruínam tanto financeira como amorosamente, quase o levando ao suicídio. Após piorar ainda mais a sua situação enquanto tentava fazer as pazes com a sua mulher, Humberto é preso pela polícia e confrontado por João, que lhe revela o motivo para o seu plano de vingança.

## Elenco
- Lina de Albuquerque - Maria Luísa
- Álvaro Baptista - Humberto de Gusmão
- Amélia Perry - Rosa, a florista
- José Clímaco - João
- Maria Sampaio - Maria
- Artur Rodrigues - Jardineiro
- Júlio Branco - Banqueiro Ladrão
- Fernando Pereira - Ataíde
- Casimiro Tristão - Criado Negro
- Carlos Machado
- Artur Gaspar
- Cremilda Torres
- Isabel Berardi
- Angelita González
- Francisco Judicibus
- Ruy Alves da Cunha
- António Rodrigues
- Júlio Rodrigues
- João Lopes
- Joaquim Prata
- Amílcar de Sousa
- Leopoldo Santos
- Teixeira Soares
- Azarina Pereira
- Manuel de Albuquerque
- Henrique Pereira